# 伊内莎·克拉韦茨
伊内莎·米科拉伊芙娜·克拉韦茨（羅馬化：Inesa Mykolaivna Kravets；1966年10月5日—），乌克兰已退役三级跳远和跳远女子运动员，曾在1996年亚特兰大奥运会上获得女子三级跳远金牌。她于1995年世锦赛上创下15.50公尺的女子三级跳远世界记录，直到2021年才由尤利玛尔·罗哈斯在东京奥运会上打破。

## 职业生涯
伊内莎·克拉韦茨出生于苏联乌克兰第聂伯罗彼得罗夫斯克。她最初在跳高项目上展现天赋，此后转向跳远和三级跳远。1988年，她代表苏联参加了汉城奥运会，在女子跳远比赛中获得第10名。
1990年代初期，克拉韦茨在女子三级跳远上拥有强大的统治力，1991年3月在世界室内田径锦标赛上获得三级跳远比赛（非正式项目）第一名，6月又在兹纳缅斯基兄弟纪念赛上以14.95公尺的成绩打破世界记录。但该项目当时尚未进入奥运会、世锦赛等大型赛事。1992年，她终于在国际大赛上获得奖牌，代表独联体获得1992年欧洲室内田径锦标赛三级跳远冠军，以及巴塞罗那奥运会跳远银牌。
此后她代表乌克兰参加体育赛事。1993年，她在室内世锦赛三级跳远比赛中夺冠，在跳远比赛中获得铜牌。但因检测出麻黄碱被禁赛三个月，她未能参加当年的世锦赛。
1995年世锦赛三级跳远决赛，克拉韦茨在前两跳都无成绩的情况下，第三跳为保险起见仅将将踩板，却跳出了15.50公尺的惊人成绩，比安娜·比留科娃此前保持的世界记录多出41厘米。克拉韦茨的纪录保持了26年，直到2021年才由尤利玛尔·罗哈斯在东京奥运会上打破。
1996年亚特兰大奥运会，克拉韦茨在女子三级跳远比赛中以15.33公尺的成绩摘得金牌，成为女子三级跳远首个奥运冠军。但在次日的跳远比赛中，她三跳均无成绩，遗憾地未能进入决赛。
2000年7月，克拉韦茨因检测出类固醇而被禁赛2年。禁赛期结束后，她以37岁的高龄在2003年世界室内田径锦标赛跳远比赛中获得银牌。她试图参加2004年雅典奥运会，在落选奥运代表团后选择退役。

## 主要成绩
| 年份 | 比赛                 | 地点           | 项目     | 排名 | 结果      |
| ---- | -------------------- | -------------- | -------- | ---- | --------- |
| 1990 | 友好运动会           | 美国西雅圖     | 跳远     | 金牌 | 6.93公尺  |
| 1991 | 夏季世界大學運動會   | 英国谢菲尔德   | 跳远     | 金牌 | 6.87公尺  |
| 1992 | 欧洲室内田径锦标赛   | 義大利热那亚   | 三级跳远 | 金牌 | 14.15公尺 |
| 1992 | 奥林匹克运动会       | 西班牙巴塞罗那 | 跳远     | 银牌 | 7.12公尺  |
| 1993 | 世界室内田径锦标赛   | 加拿大多伦多   | 跳远     | 铜牌 | 6.77公尺  |
| 1993 | 世界室内田径锦标赛   | 加拿大多伦多   | 三级跳远 | 金牌 | 14.47公尺 |
| 1994 | 欧洲室内田径锦标赛   | 法國巴黎       | 跳远     | 铜牌 | 6.72公尺  |
| 1994 | 欧洲田径锦标赛       | 芬兰赫尔辛基   | 三级跳远 | 铜牌 | 14.67公尺 |
| 1994 | 欧洲田径锦标赛       | 芬兰赫尔辛基   | 跳远     | 银牌 | 6.99公尺  |
| 1994 | 国际田联大奖赛总决赛 | 法國巴黎       | 跳远     | 银牌 | 6.98公尺  |
| 1994 | 国际田联世界杯       | 英国伦敦       | 跳远     | 金牌 | 7.00公尺  |
| 1995 | 世界田径锦标赛       | 瑞典哥德堡     | 三级跳远 | 金牌 | 15.50公尺 |
| 1995 | 国际田联大奖赛总决赛 | 摩納哥蒙特卡洛 | 三级跳远 | 银牌 | 14.59公尺 |
| 1996 | 奥林匹克运动会       | 美国亚特兰大   | 三级跳远 | 金牌 | 15.33公尺 |
| 1996 | 国际田联大奖赛总决赛 | 義大利米蘭     | 跳远     | 金牌 | 7.07公尺  |
| 2003 | 世界室内田径锦标赛   | 英国伯明翰     | 跳远     | 银牌 | 6.72公尺  |